# Prionomastix biformis
Prionomastix biformis är en stekelart som först beskrevs av William Harris Ashmead 1900.  Prionomastix biformis ingår i släktet Prionomastix och familjen sköldlussteklar. Inga underarter finns listade i Catalogue of Life.